# Marija Istomina
Marija Alekseevna Istomina (in russo Мария Алексеевна Истомина?; 20 marzo 1997) è una fondista russa.

## Biografia
La Istomina, attiva in gare FIS dal novembre del 2015, in Coppa del Mondo ha esordito il 9 dicembre 2017 a Davos (56ª) e ha conquistato il primo podio il 9 dicembre 2018 a Beitostølen (2ª); l'anno successivo ai Mondiali di Seefeld in Tirol, suo esordio iridato, è stata 29ª nella 30 km e 21ª nello skiathlon, mentre a quelli di Oberstdorf 2021 si è classificata 28ª nella 10 km e 20ª nella 30 km. Ai XXIV Giochi olimpici invernali di Pechino 2022, sua prima presenza olimpica, si è piazzata 9ª nella 30 km.

## Palmarès

### Mondiali juniores
- 2 medaglie:
  - 1 oro (staffetta a Park City 2017)
  - 1 bronzo (5 km a Park City 2017)

### Coppa del Mondo
- Miglior piazzamento in classifica generale: 29ª nel 2019
- 1 podio (a squadre):
  - 1 secondo posto